# Aujeurres
Aujeurres est une commune française, située dans le département de la Haute-Marne en région Grand Est.

## Géographie

### Localisation
Aujeurres se situe à 20 km au sud-ouest de Langres et à 50 km au nord-ouest de Dijon.
Une partie du territoire d'Aujeurres est classée dans le cœur du nouveau Parc national consacré aux forêts feuillues de plaine.

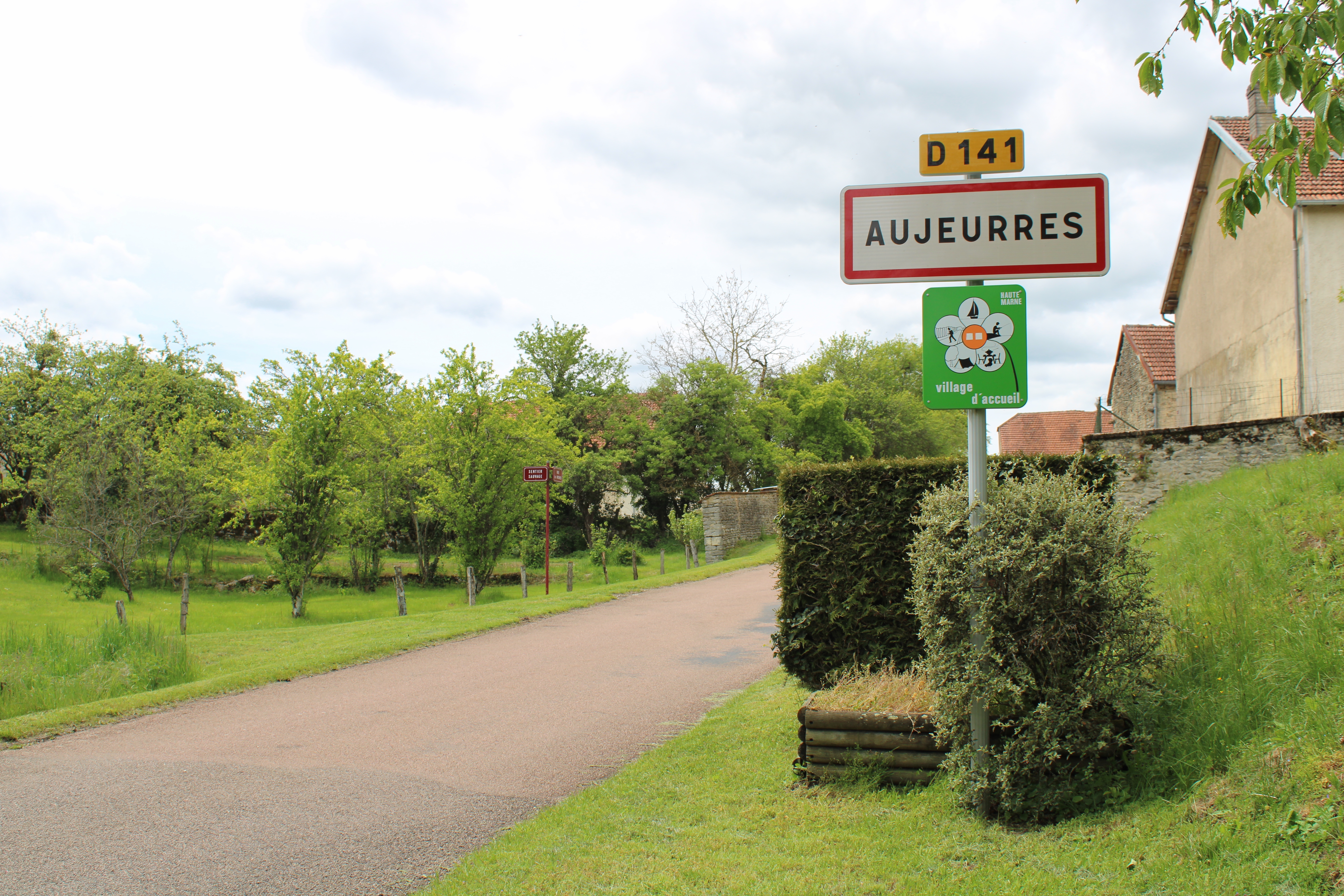
Entrée du village.

| Auberive | Aprey     | Villiers-lès-Aprey |
|          | Aujeurres | Leuchey            |
| Vaillant |           | Vals-des-Tilles    |

### Hydrographie
La commune est traversée par la ligne de partage des eaux entre les régions hydrographiques « la Seine de sa source au confluent de l'Oise (exclu) » et le bassin versant de la Saône au sein respectivement du bassin Seine-Normandie et du bassin Rhône-Méditerranée-Corse. Elle est drainée par l'Aube et le ruisseau d'Anjeurres,.
L'Aube, d'une longueur de 249 km, prend sa source dans la commune d'Auberive et se jette  dans la Seine à Marcilly-sur-Seine, après avoir traversé 82 communes.

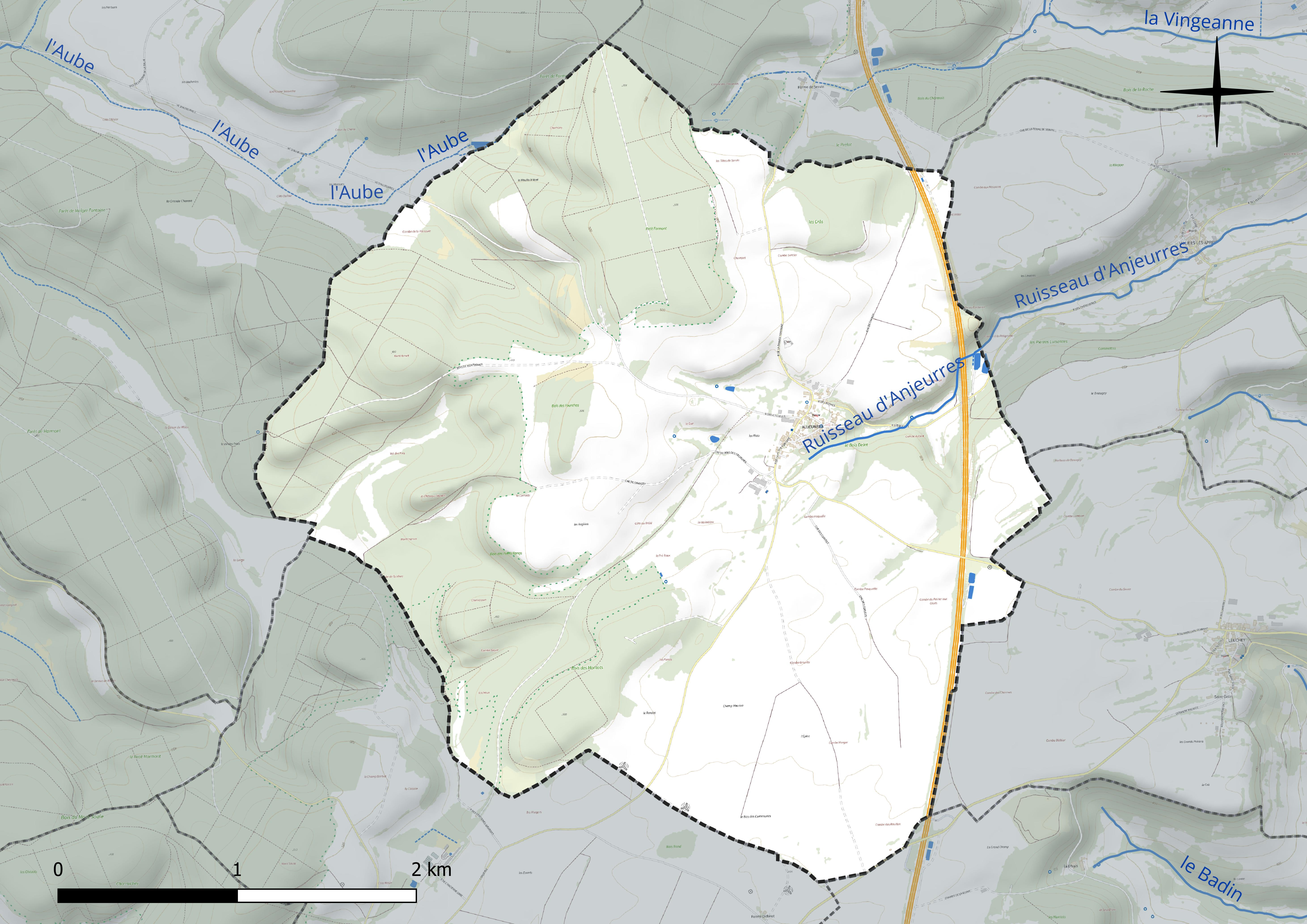
Réseau hydrographique d'Aujeurres.

### Climat
Pour des articles plus généraux, voir Climat du Grand Est et Climat de la Haute-Marne.
En 2010, le climat de la commune est de type climat des marges montargnardes, selon une étude du Centre national de la recherche scientifique s'appuyant sur une série de données couvrant la période 1971-2000. En 2020, Météo-France publie une typologie des climats de la France métropolitaine dans laquelle la commune est exposée à un climat océanique altéré et est dans la région climatique Lorraine, plateau de Langres, Morvan, caractérisée par un hiver rude (1,5 °C), des vents modérés et des brouillards fréquents en automne et hiver.
Pour la période 1971-2000, la température annuelle moyenne est de 9,4 °C, avec une amplitude thermique annuelle de 17,1 °C. Le cumul annuel moyen de précipitations est de 952 mm, avec 12,9 jours de précipitations en janvier et 8,7 jours en juillet. Pour la période 1991-2020, la température moyenne annuelle observée sur la station météorologique de Météo-France la plus proche, « Auberive_sapc », sur la commune d'Auberive à 10 km à vol d'oiseau, est de 9,7 °C et le cumul annuel moyen de précipitations est de 943,1 mm. 
La température maximale relevée sur cette station est de 39,3 °C, atteinte le 25 juillet 2019 ; la température minimale est de −22,6 °C, atteinte le 20 décembre 2009,,.
Les paramètres climatiques de la commune ont été estimés pour le milieu du siècle (2041-2070) selon différents scénarios d'émission de gaz à effet de serre à partir des nouvelles projections climatiques de référence DRIAS-2020. Ils sont consultables sur un site dédié publié par Météo-France en novembre 2022.

## Urbanisme

### Typologie
Au 1er janvier 2024, Aujeurres est catégorisée commune rurale à habitat dispersé, selon la nouvelle grille communale de densité à sept niveaux définie par l'Insee en 2022.
Elle est située hors unité urbaine et hors attraction des villes,.

### Occupation des sols
L'occupation des sols de la commune, telle qu'elle ressort de la base de données européenne d’occupation biophysique des sols Corine Land Cover (CLC), est marquée par l'importance des territoires agricoles (54 % en 2018), une proportion identique à celle de 1990 (54 %). La répartition détaillée en 2018 est la suivante : 
forêts (44,1 %), terres arables (36,2 %), prairies (17,8 %), zones urbanisées (1,9 %). L'évolution de l’occupation des sols de la commune et de ses infrastructures peut être observée sur les différentes représentations cartographiques du territoire : la carte de Cassini (XVIIIe siècle), la carte d'état-major (1820-1866) et les cartes ou photos aériennes de l'IGN pour la période actuelle (1950 à aujourd'hui).

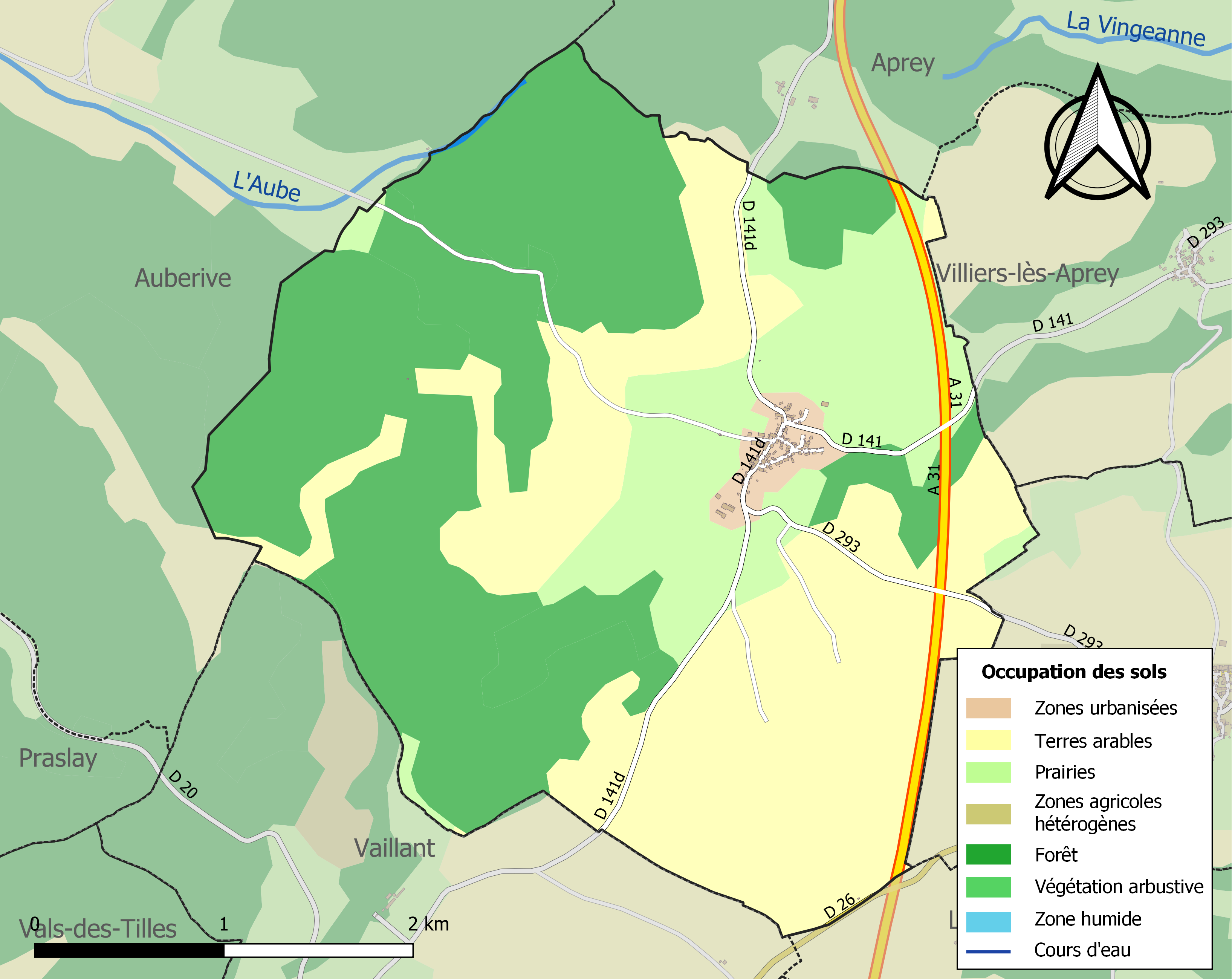
Carte des infrastructures et de l'occupation des sols de la commune en 2018 (CLC).

## Toponymie
Le nom de la localité est un ancien *Albiodurum devenu Algyorre, [aldjoure] avec l palatal, en 1186 ; attesté sous les formes Agyorria (1213) ; Algerre (1218) ; Aljotrum, prope Lingones (1204-1210 environ) ; Augerre (1226) ; Aujolria (1229) ; Augerra (1239) ; Aujorria (1268) ; Augeurre (1331) ; Aujorra (1334) ; Aujeurre (1464) ; Auljeurre (1566) ; Aujeure (1675) ; Aujeurre, seu Anjeurre (1696) ; Aujeur (XVIIIe siècle) ; Aujeurres (1889).

Nom composé, à l'origine, avec en premier élément l'hydronyme pré-celtique albius et en seconde position durum, duron, duro,  dans le sens originel de  « portes » ou « marché », précédé d’un -ó- de liaison accentué et diphtongué en eu et qui a abouti à une terminaison en -orre, –eurre dans le Nord de la France.
« Aujeurres est sis sur les bords de l'Aujon, affluent de l’Aube », « porte de la (rivière) blanche ». Aujeurres est très proche de la source de l'Aube.

## Histoire
Fontaine de la "Peûte Bête"
Inscrite sur l'Inventaire Supplémentaire des Monuments Historiques le 1er février 1929, la fontaine se situe sur la place publique devant l'église. D'après les dessins de l'architecte langrois Onésime Luquet de 1836, elle devait être composée d'un bassin circulaire entouré d'un pavage et devait probablement comporter sur un socle en son centre, une figure à définir par l'architecte, jetant l'eau. Aujourd'hui, « La Peûte Bête » de la fontaine, dominée par l'église voisine semble craindre le St Georges de la chapelle du cimetière, elle représente un monstre ailé qui aurait fréquenté la région (peûte, féminin de peux, désigne ce qui est laid, repoussant ou malfaisant). Cette réalisation reste une image parlante du triomphe du christianisme sur le paganisme et les démons de nos terroirs. Une image sans doute choisie à dessein par l'architecte de la fontaine féru d'archéologie... et qui deviendra plus tard, évêque de Langres.
Depuis, une légende, bien connue des aujeurrois, vient contextualiser la réalisation de la fontaine.
En voici un extrait, tant narré par le local Jean Robinet :
«... Un jour, il y eut moins de loups, on ne sut d'abord pas pourquoi, mais bientôt on se rendit compte qu'il y avait pire et qu'un fabuleux animal, venu d'on ne sait où et jusqu'alors invisible, les effrayait eux-mêmes. Ils avaient été dévorés ou s'étaient enfuis vers d'autres climats. Alors on trembla davantage, car on ne savait à quel monstre on avait à faire. Il rugissait tantôt dans les bois de Forment, tantôt dans celui de Maigre-Fontaine, tantôt jusqu'au Mont Moyen, tantôt dans les gorges de la Vingeanne, tantôt au Mont Armet et même au Val des Frais... Cependant, les craquements dans les forêts, les rugissements eux-mêmes n'étaient pas le pire. Le plus effrayant était le ronflement entendu dans les airs car la bête volait aussi bien qu'elle marchait... On reconnaissait sur un pré les ossements d'un veau, une jeune fille était trouvée morte sur un sentier, ayant subi tous les outrages. La bête était avide de chair fraîche, faisait ses délices de celle des hommes et encore plus de celle des femmes... Les fermes isolées, la Salle, la Thuillière, Servin, la Dhuis et les autres ne cessaient de la redouter [...]. Jusqu’à Auberive, à l’ouest, jusqu’à Longeau de l’autre côté, l’air vibrait du grondement. A Aujeurres, Leuchey, Villiers, Aprey, Praslay, Musseau, Vaillant, les portes étaient cadenassées et l’on se demandait quel animal ou quel démon pouvait pousser de tels cris. Les chasseurs n’osaient pas se risquer, mais ils avaient leurs fusils chargés dans les maisons... »[réf. nécessaire].

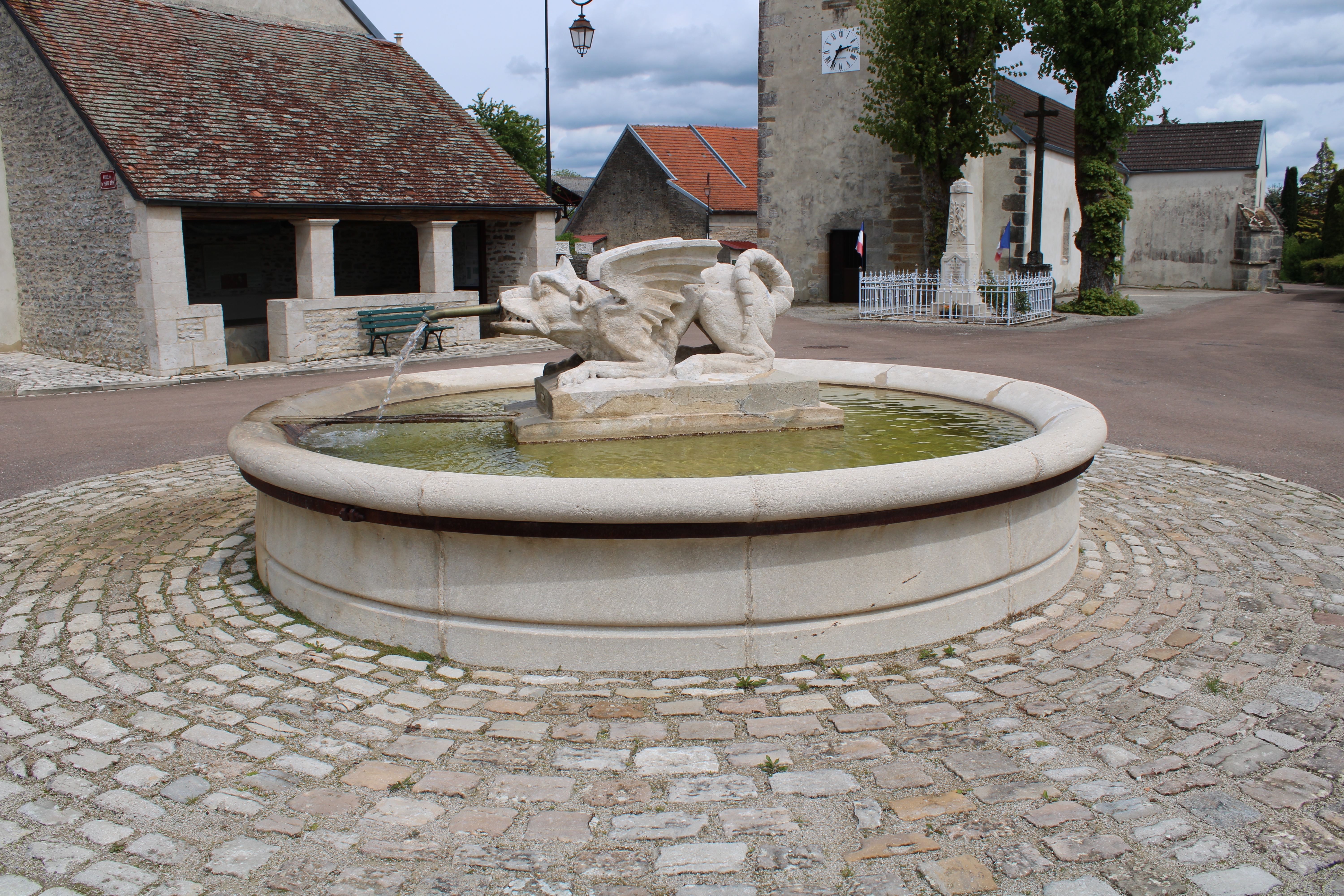
La fontaine de la Peûte Bête au centre de la place.
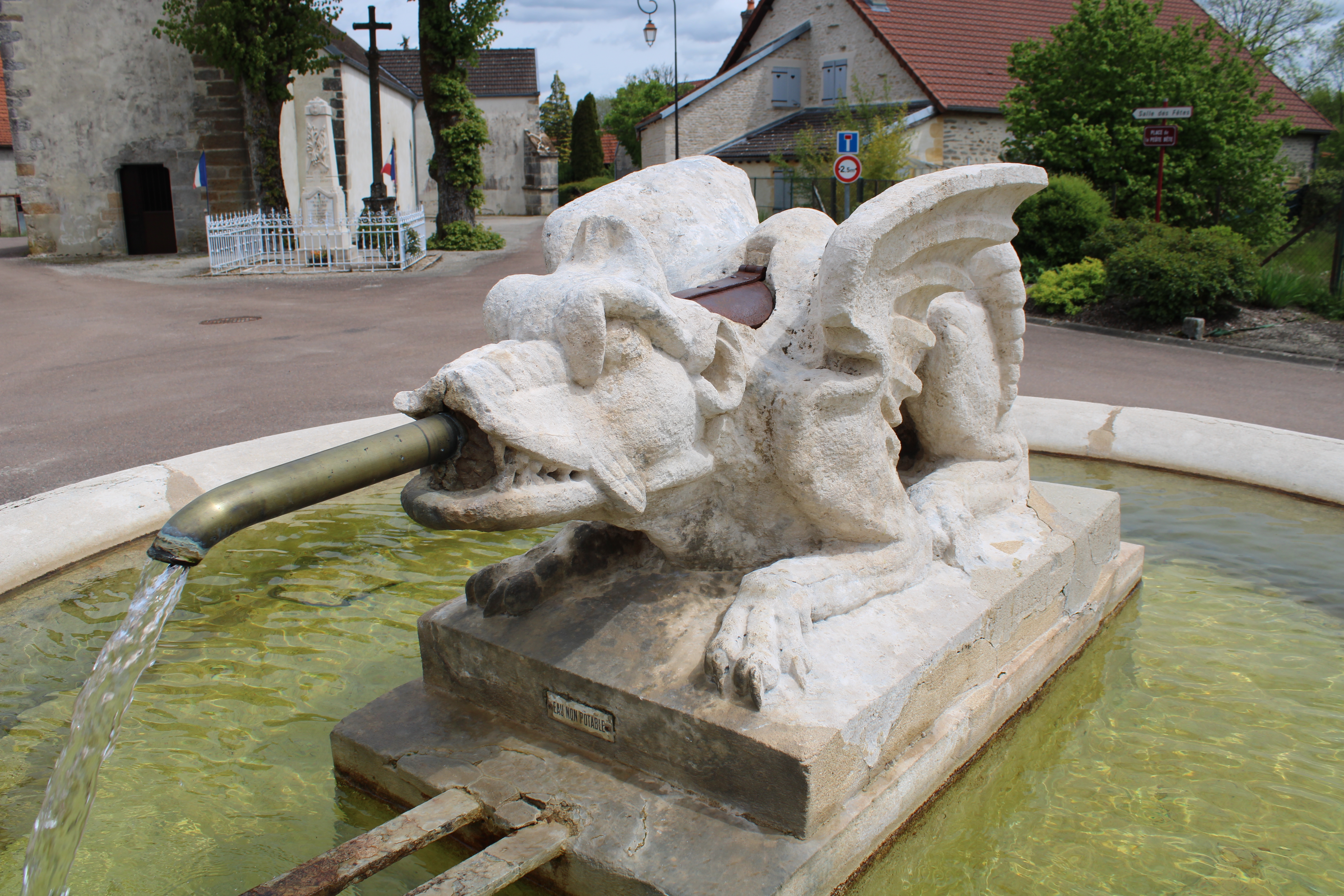
Sa tête de dragon crache l'eau de la fontaine.
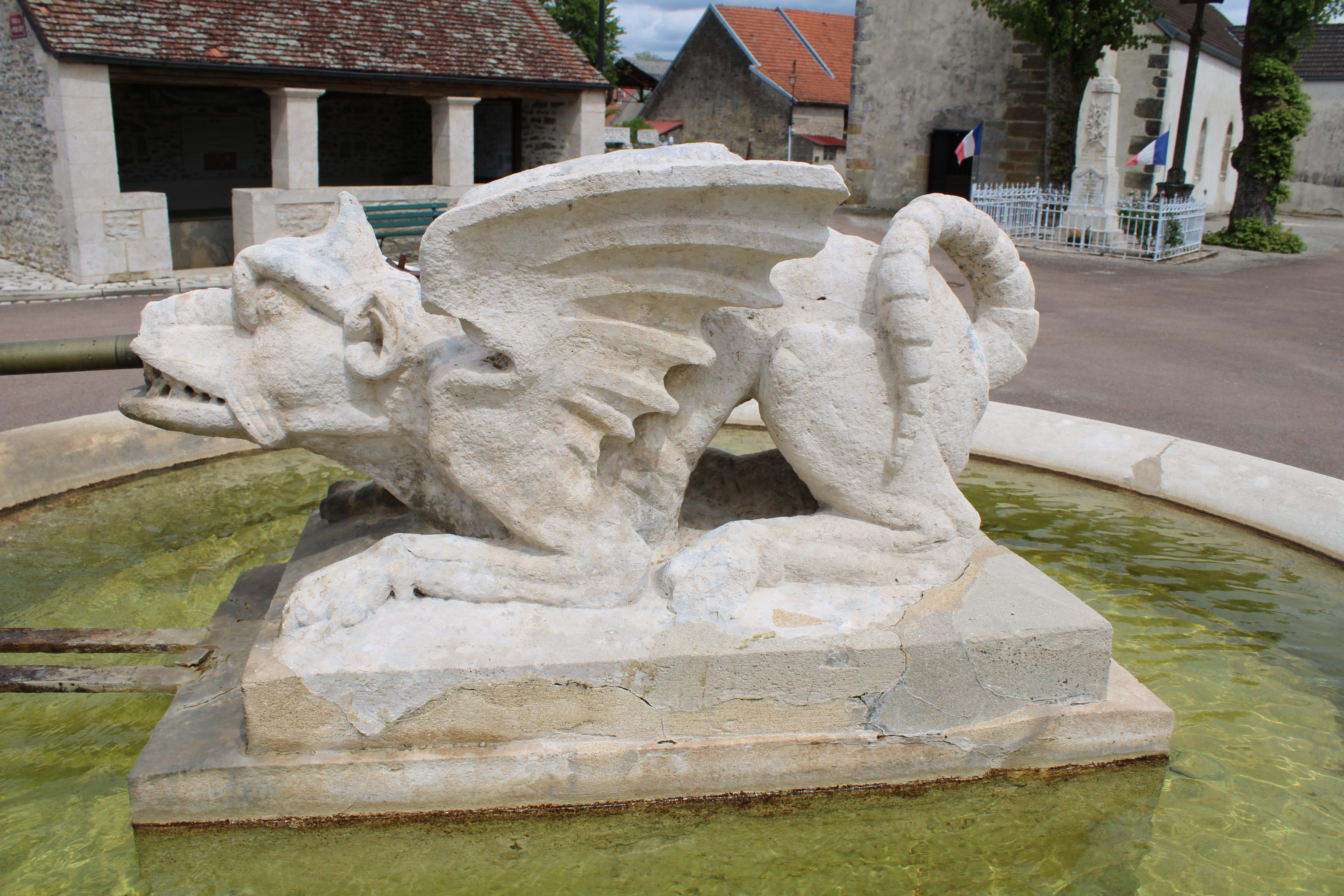
Vue latérale: les ailes de dragon et les pattes de griffon.
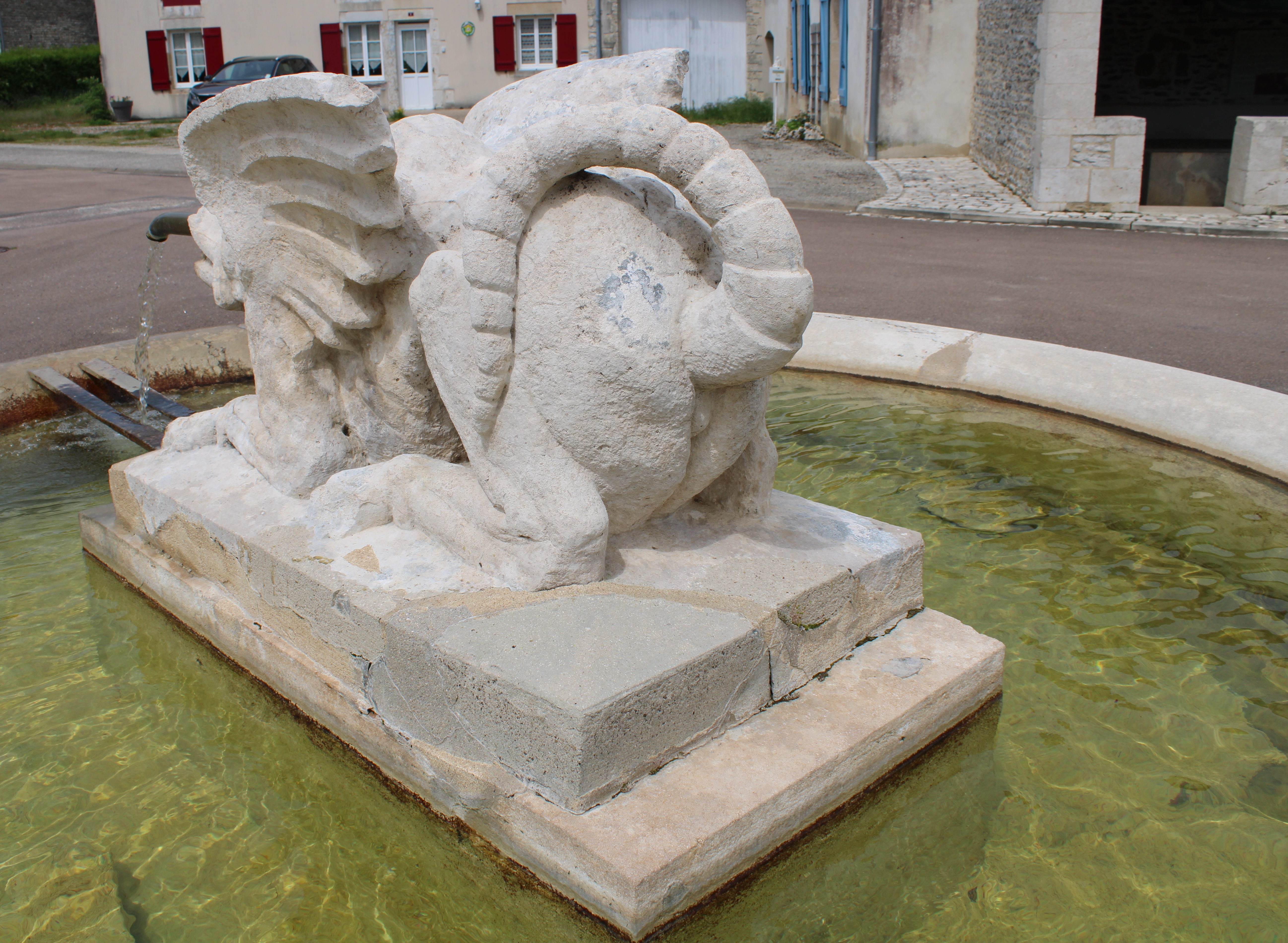
A l'arrière, la queue d'un dragon.

### Passé ferroviaire du village
|  |  |

De 1883 à 1963, la commune d'Aujeurres a été traversée par la ligne de chemin de fer de Poinson - Beneuvre à Langres, qui, venant d'Aprey, contournait le village par le nord_ouest et se dirigeait vers Vaillant.

À une époque où le chemin de fer était le moyen de déplacement le plus pratique, cette ligne connaissait un important trafic de passagers et de marchandises. 
	
À partir de 1950, avec l'amélioration des routes et le développement du transport automobile, le trafic ferroviaire a périclité et la ligne a été fermée en 1963. Les rails ont été retirés. Quelques tronçons de l'ancienne ligne subsistent encore de nos jours utilisés comme sentier de randonnée ou chemin d'exploitation agricole.

## Politique et administration

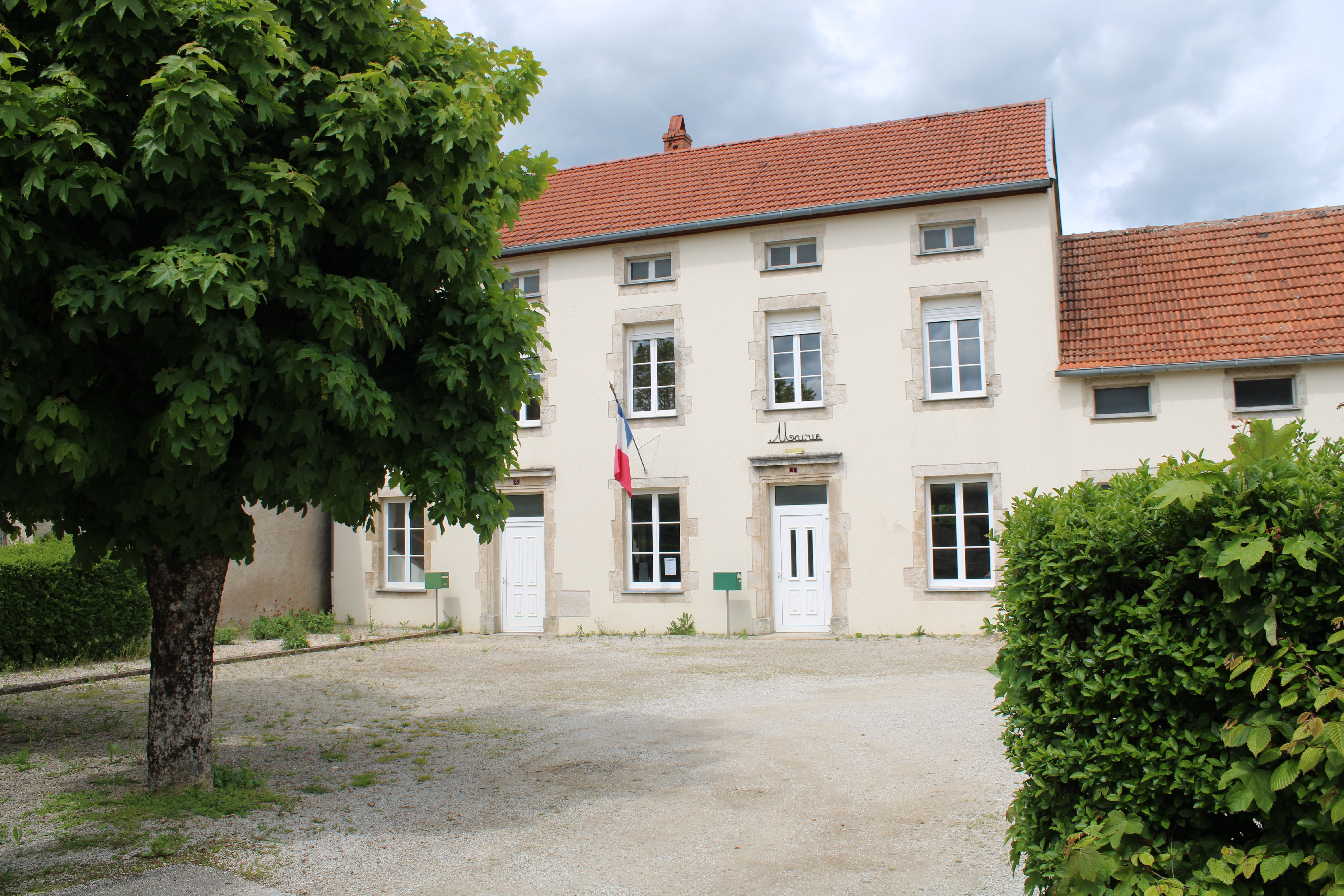
La mairie.

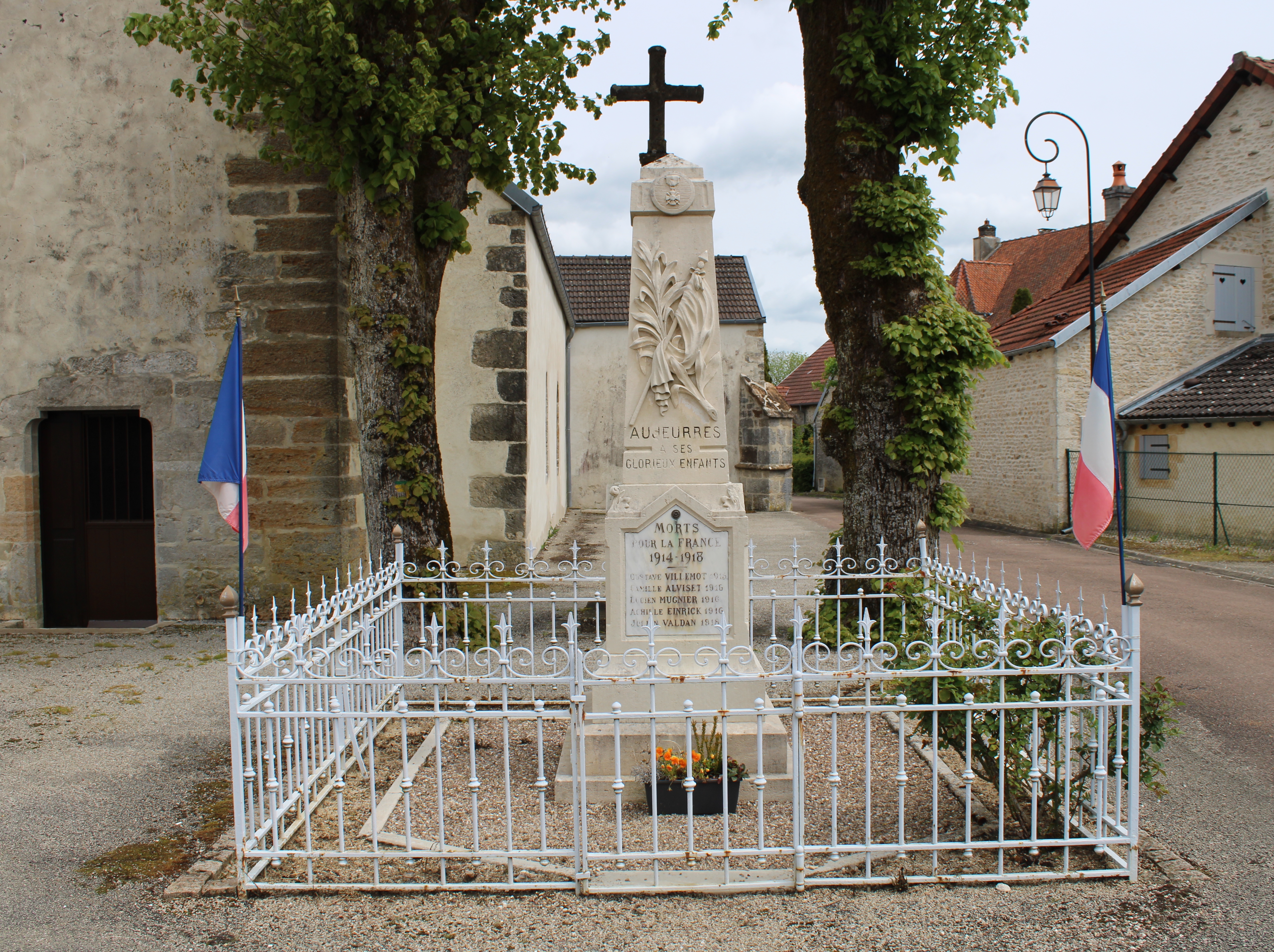
<centerLe monument aux morts.

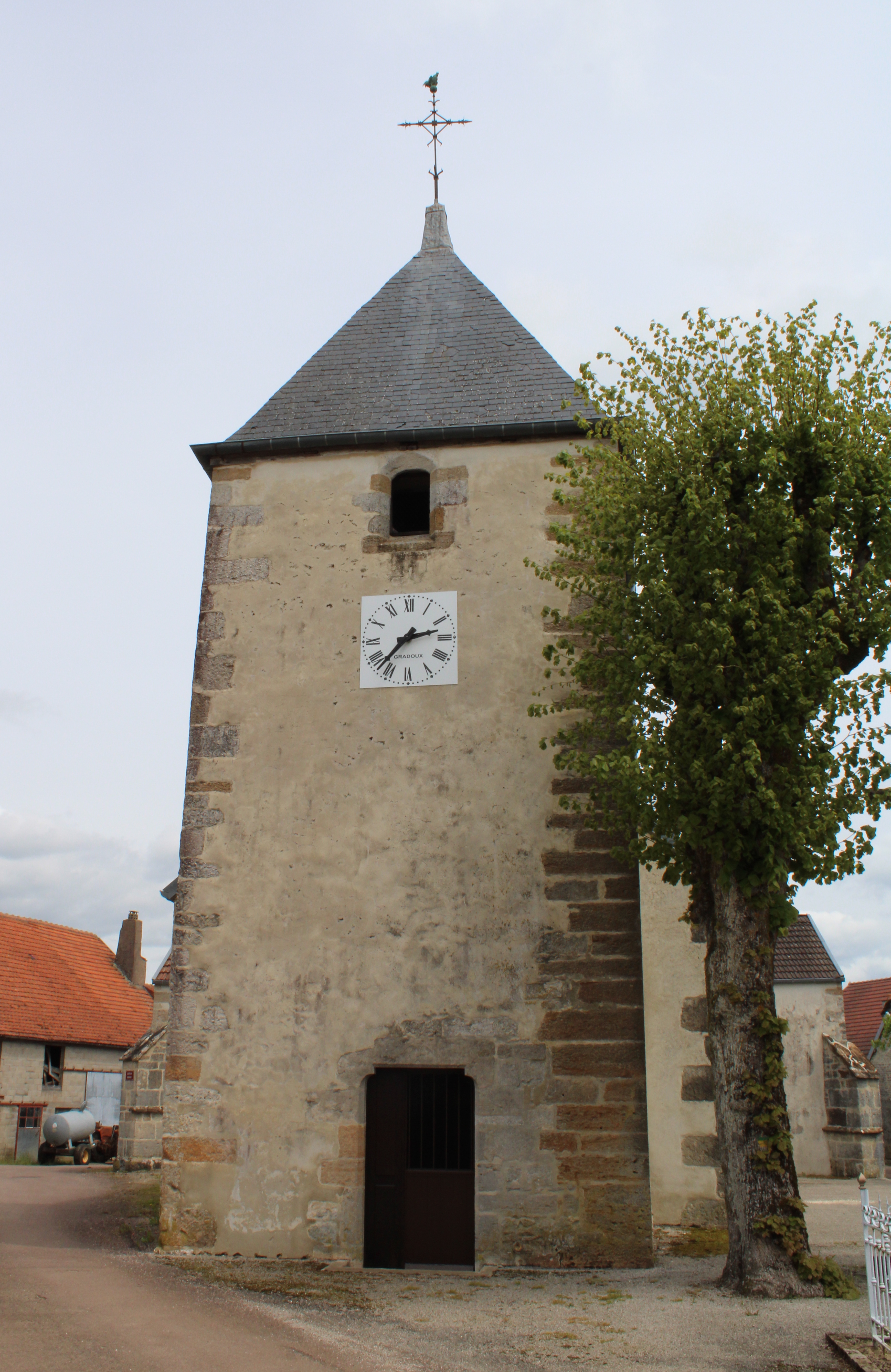
Le clocher-tour de l'église.

### Liste des maires
| Période                                  | Période  | Identité         | Étiquette | Qualité   |
| ---------------------------------------- | -------- | ---------------- | --------- | --------- |
| Les données manquantes sont à compléter. |          |                  |           |           |
| mars 2001                                | 2014     | Guy Durantet     | DVD       |           |
| mars 2014                                | En cours | Frédéric Pottier | DVD       | Ingénieur |

## Population et société

### Démographie
L'évolution du nombre d'habitants est connue à travers les recensements de la population effectués dans la commune depuis 1793. Pour les communes de moins de 10 000 habitants, une enquête de recensement portant sur toute la population est réalisée tous les cinq ans, les populations de référence des années intermédiaires étant quant à elles estimées par interpolation ou extrapolation. Pour la commune, le premier recensement exhaustif entrant dans le cadre du nouveau dispositif a été réalisé en 2004.

En 2022, la commune comptait 67 habitants, en évolution de −23,86 % par rapport à 2016 (Haute-Marne : −4,62 %, France hors Mayotte : +2,11 %).
| 1793 | 1800 | 1806 | 1821 | 1831 | 1836 | 1841 | 1846 | 1851 |
| ---- | ---- | ---- | ---- | ---- | ---- | ---- | ---- | ---- |
| 480  | 323  | 301  | 347  | 325  | 360  | 382  | 367  | 370  |

| 1856 | 1861 | 1866 | 1872 | 1876 | 1881 | 1886 | 1891 | 1896 |
| ---- | ---- | ---- | ---- | ---- | ---- | ---- | ---- | ---- |
| 334  | 312  | 295  | 261  | 264  | 343  | 268  | 254  | 206  |

| 1901 | 1906 | 1911 | 1921 | 1926 | 1931 | 1936 | 1946 | 1954 |
| ---- | ---- | ---- | ---- | ---- | ---- | ---- | ---- | ---- |
| 187  | 193  | 177  | 158  | 159  | 147  | 146  | 145  | 140  |

| 1962 | 1968 | 1975 | 1982 | 1990 | 1999 | 2004 | 2006 | 2009 |
| ---- | ---- | ---- | ---- | ---- | ---- | ---- | ---- | ---- |
| 101  | 99   | 107  | 108  | 94   | 56   | 88   | 106  | 79   |

| 2014 | 2019 | 2022 | - | - | - | - | - | - |
| ---- | ---- | ---- | - | - | - | - | - | - |
| 87   | 73   | 67   | - | - | - | - | - | - |

## Économie
- Exploitations agricoles, de nombreux corps de fermes de taille conséquente se trouvent isolés aux alentours du village (comme par exemple : la Salle, la Thuillière ou encore Servin).

## Culture locale et patrimoine

### Lieux et monuments
- L'église paroissiale Saint-Didier[25],[26].
- Fontaine de la Peûte Bête[27].

## Les lavoirs

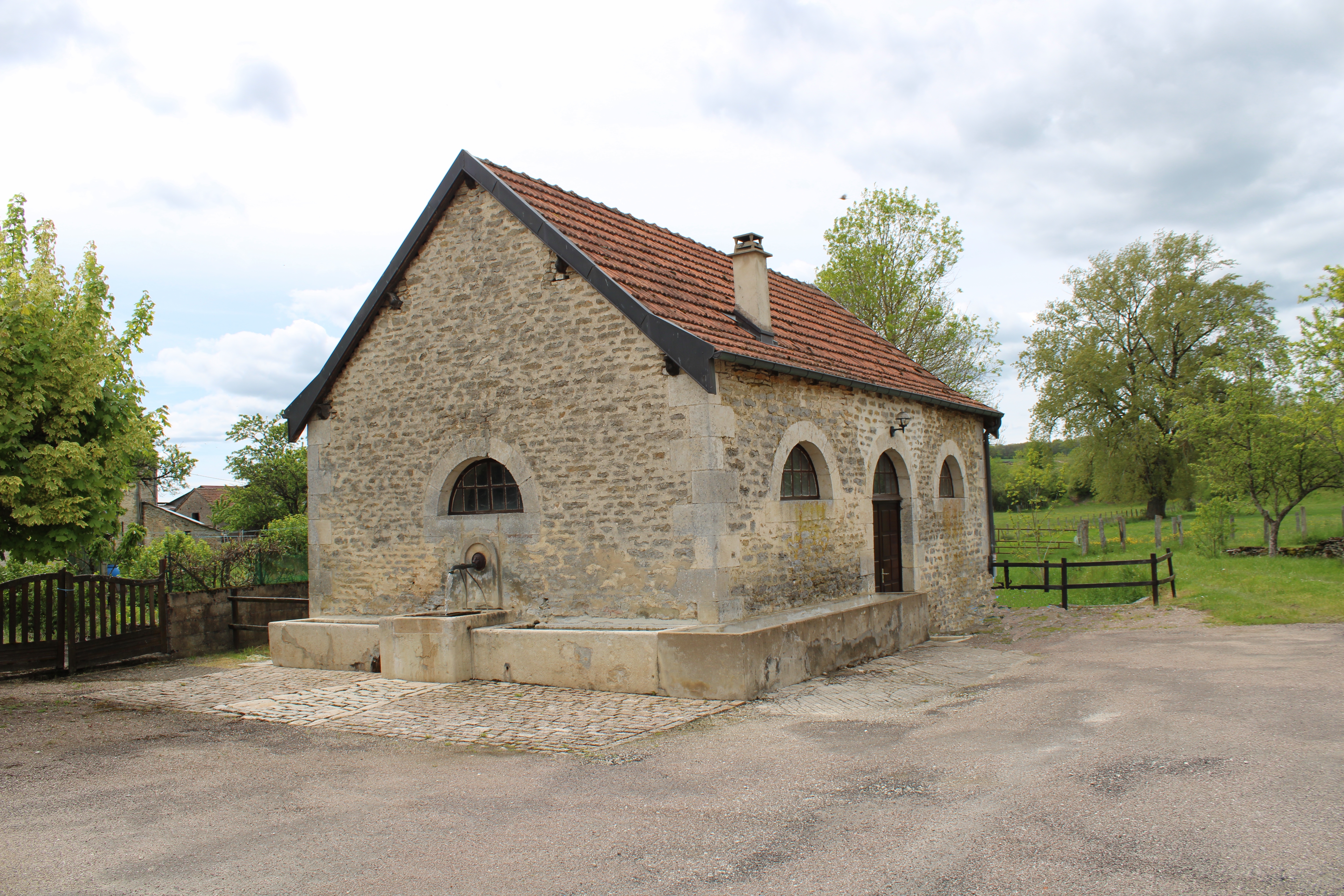
Vieux bâtiment avec fontaine.
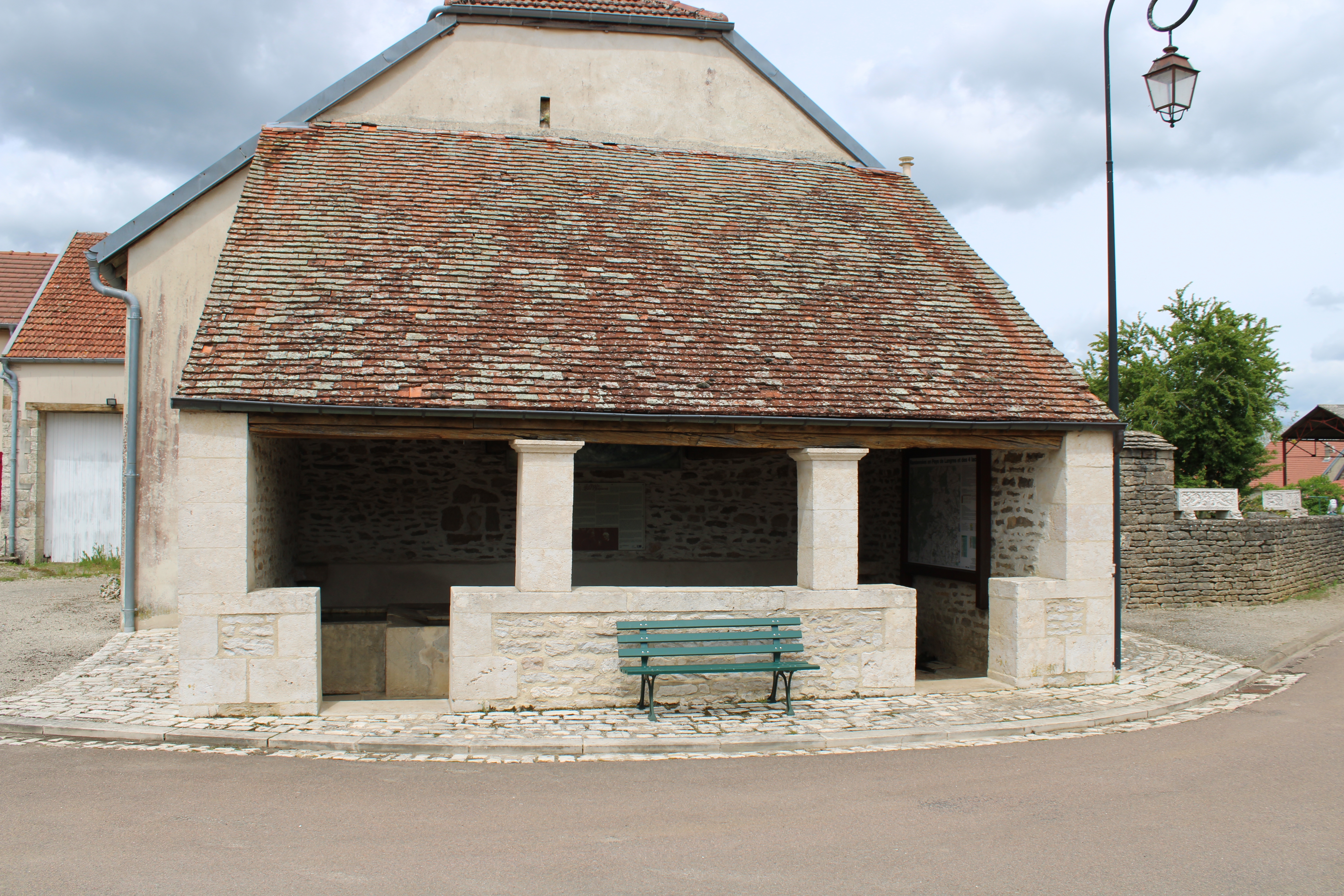
Le lavoir de la place.
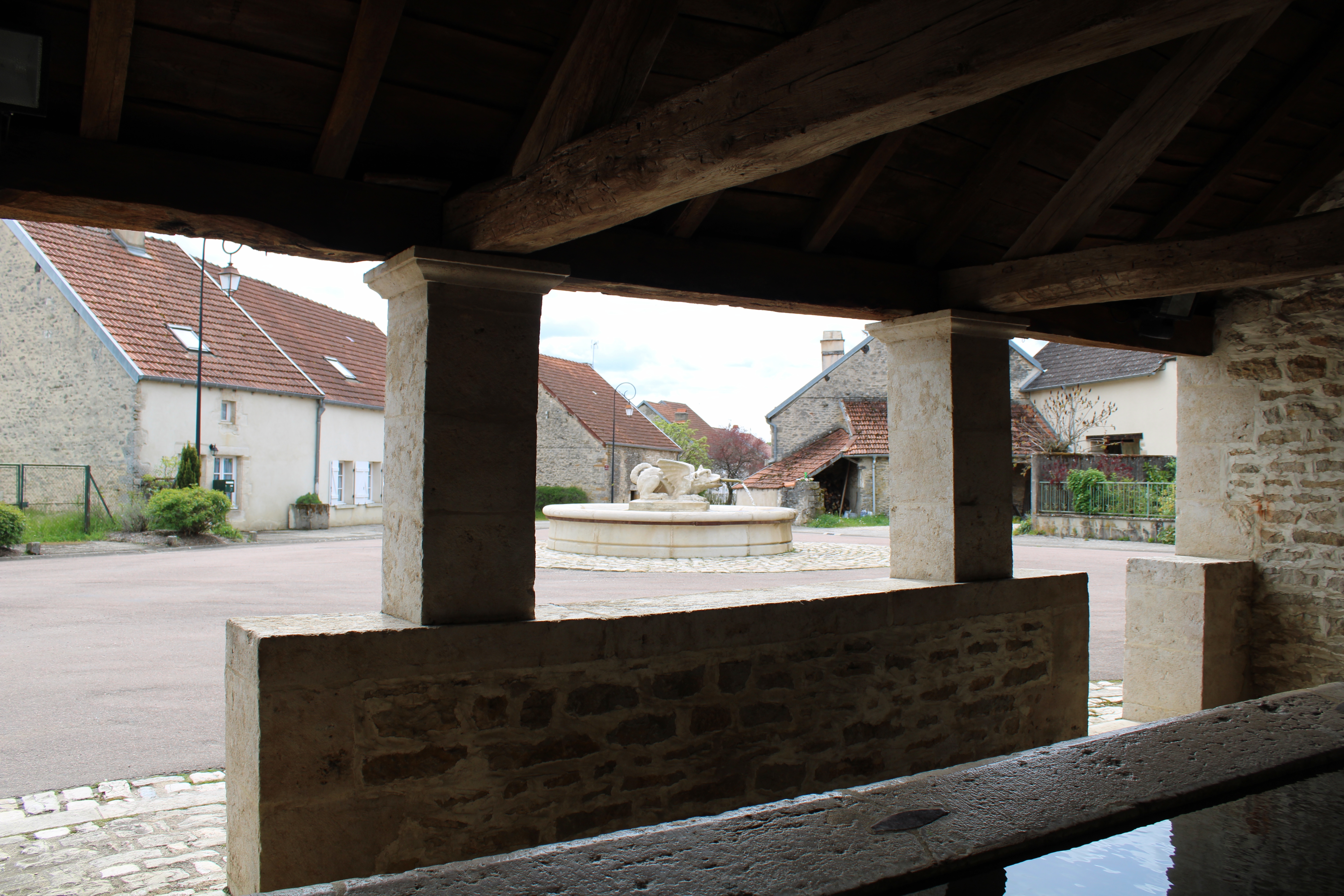
Intérieur du la voir de la place.
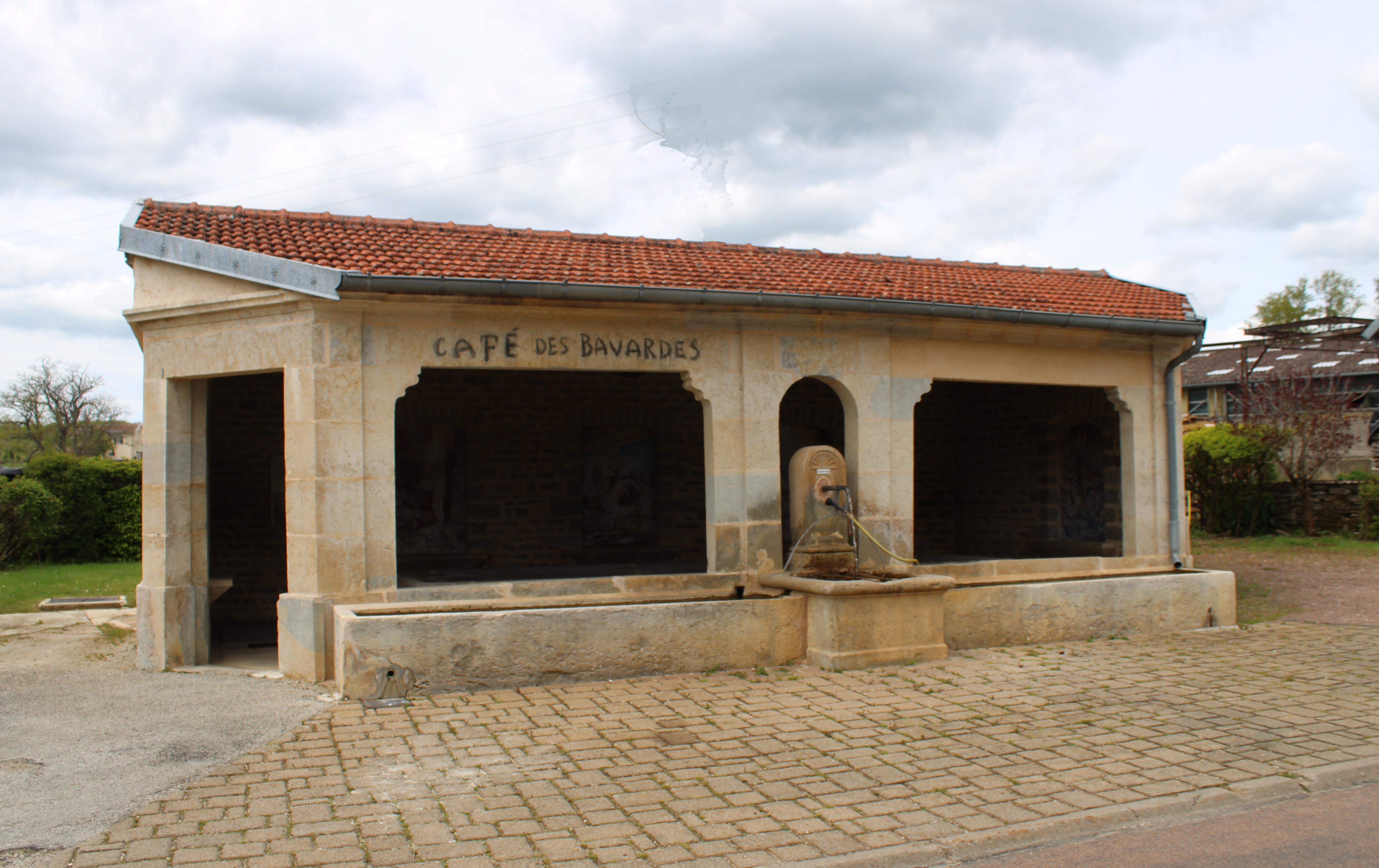
Le lavoir Rue de Leuchey.